# 家庭の事情 ネチョリンコンの巻
『家庭の事情 ネチョリンコンの巻』（かていのじじょう ネチョリンコンのまき）は、1954年7月28日に東宝系で公開された日本映画。モノクロ。スタンダード。宝塚映像作品。

## 概要
トニー谷主演の『家庭の事情』シリーズの第4作にして最終作。
本作は、この年起こった「ビキニ事件」をモチーフにしており、放射能マグロによってさびれたホテルをトニーが建て直すというもので、後半にはトニーが「ネチョリンコン」という外国人に扮し、得意のトニングリッシュを披露しているが、話は意外な方向へと進む内容となる。
なお本作で『家庭の事情』シリーズは終了するが、トニー谷は同年12月21日に東映で中編時代劇『さいざんす二刀流』（監督：丸根賛太郎）に主演、中編のみとはいえ1年に5本の映画に主演する事となる。

## ストーリー
パチンコ屋の2階を間借りして経営している「太平洋宣伝会社」に、仕事の依頼が来た。依頼者は「桜ヶ浜」という海岸で「海浜ホテル」を経営している、坂巻敬介という男で、聞けば最近桜ヶ浜に放射能を帯びたマグロが打ち揚げられ、桜ヶ浜一帯は閑古鳥が鳴く状態だった。そこで立て直そうと依頼に来たのだ。社長の戸仁井谷夫は二つ返事でOKする。そして最初の作戦は、唯一の社員・土倉五郎を「バッタフライ」という偽の水泳名人に扮装させ、客を呼び込もうとする事だ。そして当日、戸仁井とバッタフライこと五郎が訪れた桜ヶ浜は黒山の人だかり、そして二人は坂巻から、娘の冬子などを紹介される。やがて後日、バッタフライによる水泳エキシビジョンが催された。だがバッタフライになっている五郎は泳げない。そこで一計を案じた戸仁井は五郎をボートに乗せて海上へ連れて行くと、五郎を海に放り込み、鱶のおもちゃを浮かばせ、五郎をあわてさせて泳がせる。何も知らない客は大喜び、エキシビジョンは大成功となり、戸仁井は冬子に慕われた。
だが面白くないのが坂巻の部下・黒井部長。実は黒井はホテルを手中に納めるべく、冬子と結婚を企んでおり、放射能マグロの件もその一環の芝居だったのだ。そこで黒井は仲間の富江と協力し、戸仁井が催した「水着コンテスト」にヤクザを乱入させ、コンテストをメチャクチャにしてしまった。だが挫けない戸仁井は次なる作戦として、自分の知り合いである「ネチョリンコン」という外国の大富豪が「結婚したい」という事で、「花嫁コンテスト」を催す事にする。
さて当日、花嫁希望の女性達の前にネチョリンコンが現れた。そのネチョリンコンは戸仁井そっくり。それもそのはず、戸仁井が一人二役を演じていたからだ。そして冬子や親友のユリなどとコンテストを行うと、一人二役がばれない様に、ネチョリンコンは「日本ノ女、信用デキナイ、他ノ国デ奥サン探ス。残念パーティシマショウ。」と発言し、残念パーティーを行う。事が逆効果となり、富江にも見限られた黒井はヤケになり、冬子をさらってボートで逃げ出した。あわてた戸仁井はネチョリンコンの扮装でヨットに飛び乗り、大乱闘の末に冬子を救出、そして戸仁井は冬子に「ネチョリンコンはあなたを助けて岸まで来たが、力尽きた」と述べた。泣きじゃくる冬子。
やがてホテルにネチョリンコンの胸像が立てられた。その胸像を見て泣く冬子に対し、戸仁井は「僕を見て、彼を思い出して下さい」と慰める。だが冬子は自室に戻って泣くばかり、戸仁井は一心を決意し、冬子に「ネチョリンコンは架空の人物です」と発言、だが冬子は頑として信じなかった。仕方無く了解する戸仁井は、ネチョリンコンの胸像に向ってこう言った。「おいネチョリンコン、お前は世界一の幸せもんだぞ、銅像にはなるし、冬子さんには慕われるし、慕われてるお前は俺じゃないか、残された俺は一体誰なんだよ、俺は、オパポロポンじゃないか!」
やがて桜ヶ浜は活気が戻った。その活気を見た戸仁井は冬子への思いを心残りにしながら、桜ヶ浜を後にした……。

## スタッフ
- 原作：三木鮎郎
- 脚本：大畠玉樹
- 監督：小田基義
- 撮影：藤井春美
- 音楽：多忠修
- 美術：西亥一郎
- 照明：田辺憲一
- 録音：森武憲

## 出演者
- 戸仁井谷夫（主人公。広告会社社長）：トニー谷
- 坂巻冬子：春風すみれ
- 土倉五郎（広告会社社員）：谷晃
- 黒井部長（ホテル部長。坂巻の部下）：有木山太
- 富江（黒井の仲間）：桜間秀子
- 坂巻敬介（海浜ホテル支配人。冬子の父）：並木一路
- ユリ：水代玉藻
- 美津子：若竹笙子
- 婦人警官：初音麗子

## 主題歌・挿入歌
主題歌「（不明）」
- 作詞：（不明）／作編曲：多忠修／歌：トニー谷
- 「あゝ家庭の事情!」の歌詞変え版。

挿入歌「ブクブク・マンボ」
- 作詞：宮川哲夫／作編曲：多忠修／歌：トニー谷

## 同時上映
『陽気な探偵』
- 脚本：若尾徳平／監督：西村元男／主演：横山エンタツ、花菱アチャコ

## 参考資料
- キネマ旬報